# Sønder Bjerge Station
Sønder Bjerge Station på Skælskørbanen er en nedlagt dansk jernbanestation i Sønder Bjerge. Bygningerne er solgt fra efter at have været i dårlig stand en længere periode.
Stationen har medvirket i en dansk film med titlen "Livet er en god grund", fra 1985.
|  | Denne artikel om en bygning eller et bygningsværk kan blive bedre, hvis der indsættes et (bedre) billede. Du kan hjælpe ved at afsøge Wikimedia Commons for et passende billede eller lægge et op på Wikimedia Commons med en af de tilladte licenser og indsætte det i artiklen. |

55°16′4″N 11°24′31″Ø / 55.26778°N 11.40861°Ø